# Wolfgang Junker
Wolfgang Junker, né le 23 février 1929 à Quedlinbourg et mort le 9 avril 1990 à Berlin, est un homme politique est-allemand qui a été ministre de la Construction (de) de la République démocratique allemande.

## Biographie
Junker a été membre de la Jungvolk et des Jeunesses hitlériennes de 1939 à 1945. Après avoir fréquenté l'école primaire et secondaire, il fait un apprentissage de maçonnerie en 1945 et travaille comme maçon à Quedlinbourg jusqu'en 1949.
En 1949, il adhère au Parti socialiste unifié d'Allemagne et étudie à l'école d'ingénieurs en construction d'Osterwieck jusqu'en 1952. De 1952 à 1953, il est chef de chantier pour la construction de la Stalinallee à Berlin et jusqu'en 1954 pour la Bau-Union Nord à Glowe. Il est ensuite directeur d'entreprises nationalisées : de 1955 à 1957 au sein du VEB Bagger- und Förderarbeiten Berlin et de 1958 à 1961 au sein du VEB Industriebau Brandenburg. De 1961 à 1963, il est ministre-adjoint et de 1963 à 1989, ministre de la Construction de RDA.
À partir de 1967, il est candidat et, à partir de 1971, membre du comité central du SED et, de 1976 à 1989, membre de la Chambre du peuple. De 1972 à 1989, il est président de la délégation de RDA et, à partir de 1973, également président de la commission permanente du COMECON pour la coopération dans le domaine de la construction.
En octobre 1979, Junker est le premier membre officiel du gouvernement de la RDA à se rendre en République fédérale et à rencontrer le ministre fédéral de la Construction Dieter Haack et le ministre d'État Hans-Jürgen Wischnewski.
En novembre 1989, il démissionne avec le gouvernement de Willi Stoph. En janvier et février 1990, il est placé en détention provisoire (de) pour soupçon d'abus de pouvoir (de). Le 9 avril 1990, il met fin à ses jours.
Junker est décoré de l'Ordre du Mérite patriotique en or en 1969, de la barrette d'honneur de cet ordre en 1979, de l'Ordre de Karl-Marx en 1976 et de l'Étoile de l'amitié des peuples en or en 1984, ainsi que de la Grande Étoile de l'amitié des peuples en 1989.

## Écrits
- Neues ökonomisches System im Bauwesen und Durchführung der Investitionspolitik. Berlin 1965.
- Das Wohnungsbauprogramm der DDR für die Jahre 1976–90. Berlin 1973.
- Aktuelle Entwicklungsprobleme des Bauwesens in der DDR. Berlin 1976.